# La preda del vento
 La preda del vento (La Proie du vent) è un film muto del 1926 diretto da René Clair.

## Trama
Incappato in una tempesta, un pilota è costretto ad atterrare nel parco di un castello. Si innamora della castellana.
L'aviatore è l'ingegner Pierre Vignal, alla ricerca di nuove rotte per la costituentesi compagnia aerea francese per la quale lavora. Il suo volo verso un paese straniero è annullato a causa dei torbidi che vi stanno avvenendo. Colà, le prigioni sono stipate di rivoltosi: fra di essi Hélène e suo marito. Quando quest'ultimo viene liberato prima della moglie i maldicenti affermano che ciò sarebbe accaduto perché l'uomo avrebbe fornito informazioni, tradendo la causa.
Sarà solo un anno dopo che Pierre atterra, in emergenza, al castello, e, ferito, si trattiene durante il ristabilimento e la convalescenza, e si lega alla proprietaria, la contessa Elisabeth, che abita la magione insieme al cognato Georges, con frequenti visite del dottor Massaski. Elisabeth, guarda caso, non è altri che la sorella di Hélène, il cui marito è Georges: la contessa Elisabeth racconta a Pierre le vicende del sommovimento nel paese straniero, e gli dice che Hélène è morta. Ma Pierre incontra, nei meandri del castello, proprio Hélène, che gli racconta una storia diversa: è tenuta reclusa da sua sorella Elisabeth e suo marito Georges, che sono traditori della causa patriottica.
Hélène rivela a Pierre che Elisabeth e Georges vogliono ucciderli, e, liberatasi, lo convince a fuggire insieme a lei. Durante la fuga, Hèléne cade dall'auto e rimane esanime a terra, apparentemente morta. Georges e Massaski, ripetutamente, dicono a Pierre di voler chiarire la situazione.
Ma il chiarimento avviene solo dopo che, l'anno successivo (nel corso del quale Pierre non ha avuto notizie della sua amata), un altro tentativo insurrezionale nel paese straniero ha avuto luogo ed è fallito. Il dottor Massaski raggiunge Pierre a Parigi, e gli dice che Hélène, in seguito alle tristi vicende della sua reclusione nel paese straniero, era diventata pazza, e per questo motivo era stata tenuta nascosta nelle segrete del castello (come fosse un motivo valido per rinchiudere un'inferma). Nella stessa occasione riappare Elisabeth, e si ricongiunge all'amato. Pierre appare convinto.
Massaski chiude in fretta le tende della finestra, perché al di là di esse gli era parso di scorgere, per un secondo, sulla strada, Hélène e Georges che si baciavano. Chi sono i nemici della patria?

## Produzione
Il film fu prodotto da Alexandre Kamenka, con il quale i regista lavorerà anche per il film Un cappello di paglia di Firenze.

### Prima
18.12.1926

## Critica
Il film ebbe un notevole successo e fu apprezzata l'interpretazione di Charles Vanel.